# Rudolf Stüssi (Bürgermeister)

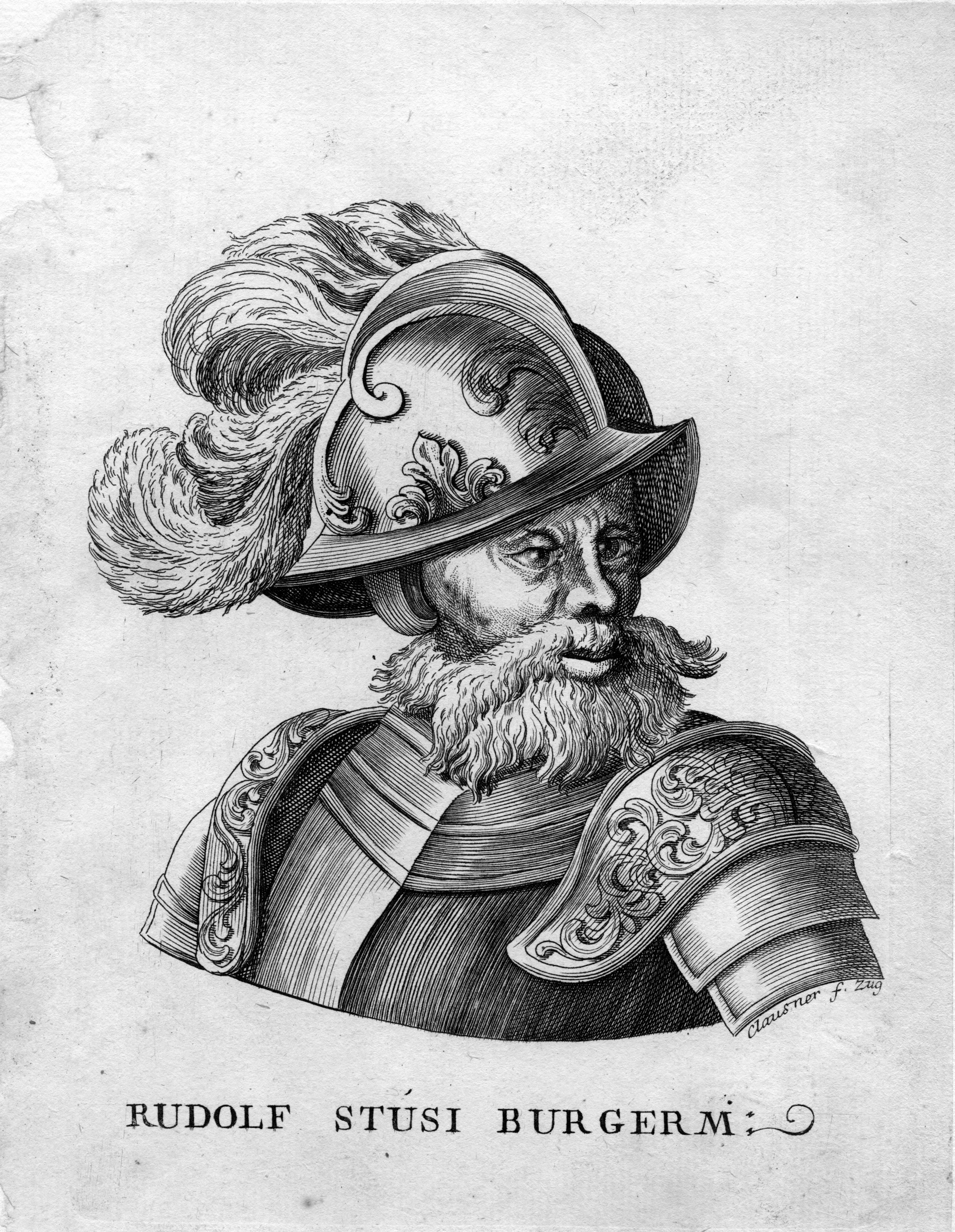
Rudolf Stüssi auf einer Darstellung von Jakob Joseph Clausner

Rudolf Stüssi (mit langem ü gesprochen: [ʃtyːsːɪ]) (* ?; † 22. Juli 1443 in Zürich) war Bürgermeister der Stadt Zürich von 1430 bis 1443.

## Herkunft und Karriere
Der Vater von Rudolf Stüssi gleichen Namens stammte aus Glarus und wurde 1375 ins Bürgerrecht von Zürich aufgenommen. Er wurde 1388 zum Zunftmeister gewählt und war 1393 als Obervogt in Küsnacht im Amt. Sein Sohn Rudolf war ab 1414 Mitglied des Rats und amtete als Obervogt in Männedorf (1415) und Höngg (1417), wurde 1424 zum Abgesandten Zürichs an der eidgenössischen Tagsatzung bestellt und 1426 zum Zunftmeister gewählt. 1427 stieg er zum Vogt der Eidgenossenschaft über die Freien Ämter auf.
Von 1430 bis zu seinem Tod war Stüssi 13. Bürgermeister der Stadt Zürich. 1433 reiste er als Vertreter der Reichsstadt Zürich zur Kaiserkrönung Sigismunds von Luxemburg nach Rom, wo er zum Ritter geschlagen wurde. Während seiner Amtszeit versuchte Stüssi das Herrschaftsgebiet der Stadt Zürich stark zu erweitern. Über dem Streit um das Erbe von Graf Friedrich VII. von Toggenburg mit dem Kanton Schwyz brach 1436 der Alte Zürichkrieg zwischen der Eidgenossenschaft und Zürich aus. In der älteren Schweizer Geschichtsschreibung wird dabei immer wieder stark auf den persönlichen Konflikt zwischen dem als stolz und herrisch beschriebenen Stüssi und dem Landammann von Schwyz, Ital Reding dem Älteren, Bezug genommen.

## Konflikte

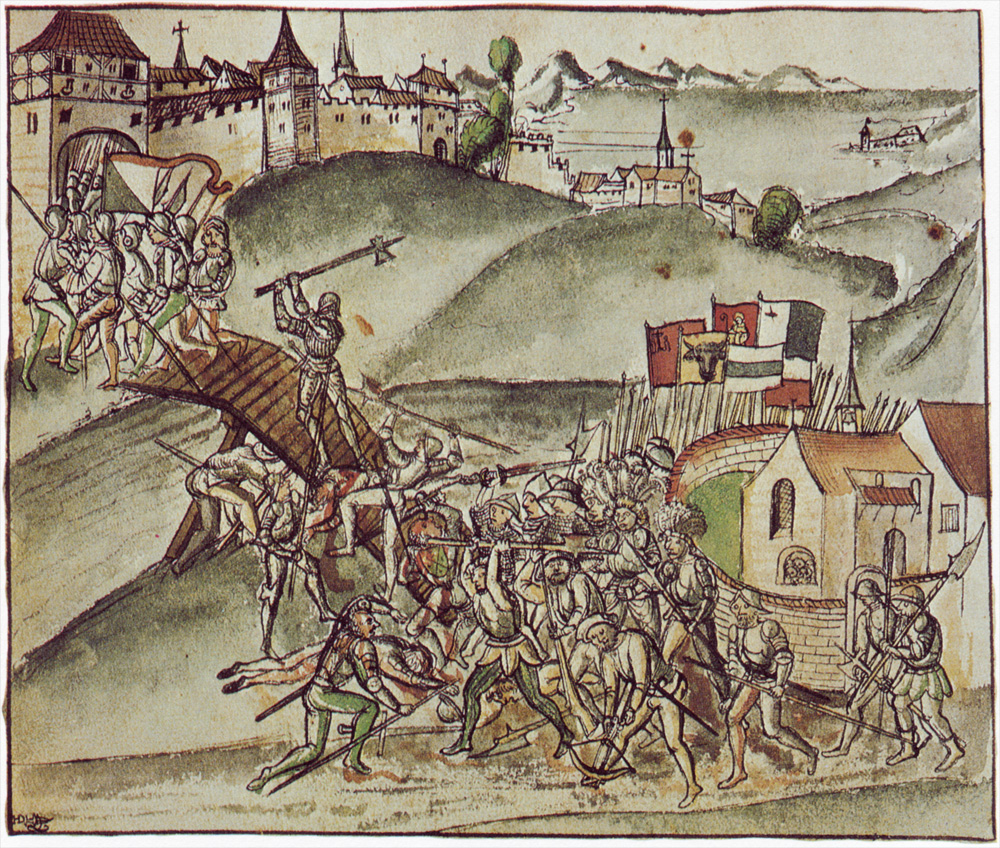
Stüssi verteidigt allein die Sihlbrücke bei St. Jakob und deckt damit den Rückzug der Zürcher. Illustration aus der Chronik des Alten Zürichkriegs von Werner Schodoler (1514).

In Zürich kam es wegen der drohenden Auseinandersetzungen zu einem Konflikt zwischen der Partei Stüssis und derjenigen seines Mitbürgermeisters Meiss. Nach dem Gefecht am Etzel wurde Meiss verhaftet. Stüssi konnte sich trotz der Niederlage Zürichs an der Macht behaupten und schloss 1442 ein Bündnis mit dem deutschen König Friedrich III. von Habsburg gegen die Eidgenossenschaft, um doch noch seine Ziele erreichen zu können. Dieses Bündnis wurde von der späteren schweizerischen Geschichtsschreibung besonders verurteilt, weil das Haus Habsburg als «Erzfeind» der Alten Eidgenossenschaft galt.
Beim neuerlichen Ausbruch kriegerischer Auseinandersetzungen zwischen den Eidgenossen und Zürich kamen Truppen Friedrichs III. nach Zürich. Am 22. Juli 1443 zog Stüssi gegen den Willen der habsburgischen Heerführer den anrückenden Eidgenossen über die Sihl entgegen. Nach der Niederlage der Zürcher bei St. Jakob an der Sihl fand Stüssi beim Rückzug über die Sihl den Tod. Er soll dabei als Anführer der Zürcher Nachhut heldenhaft die Brücke (heute Sihl-Brücke beim Stauffacher/Badenerstrasse) allein verteidigt haben, um den Rückzug der Truppen zu decken. Er sei erst gefallen, als ein Eidgenosse ihn von unterhalb der Brücke mit einem Spiess tödlich verwundet habe. Dies ist wohl eine Legende, bezeugt ist hingegen seinen Tod auf der Brücke.

## Bedeutung und Nachleben

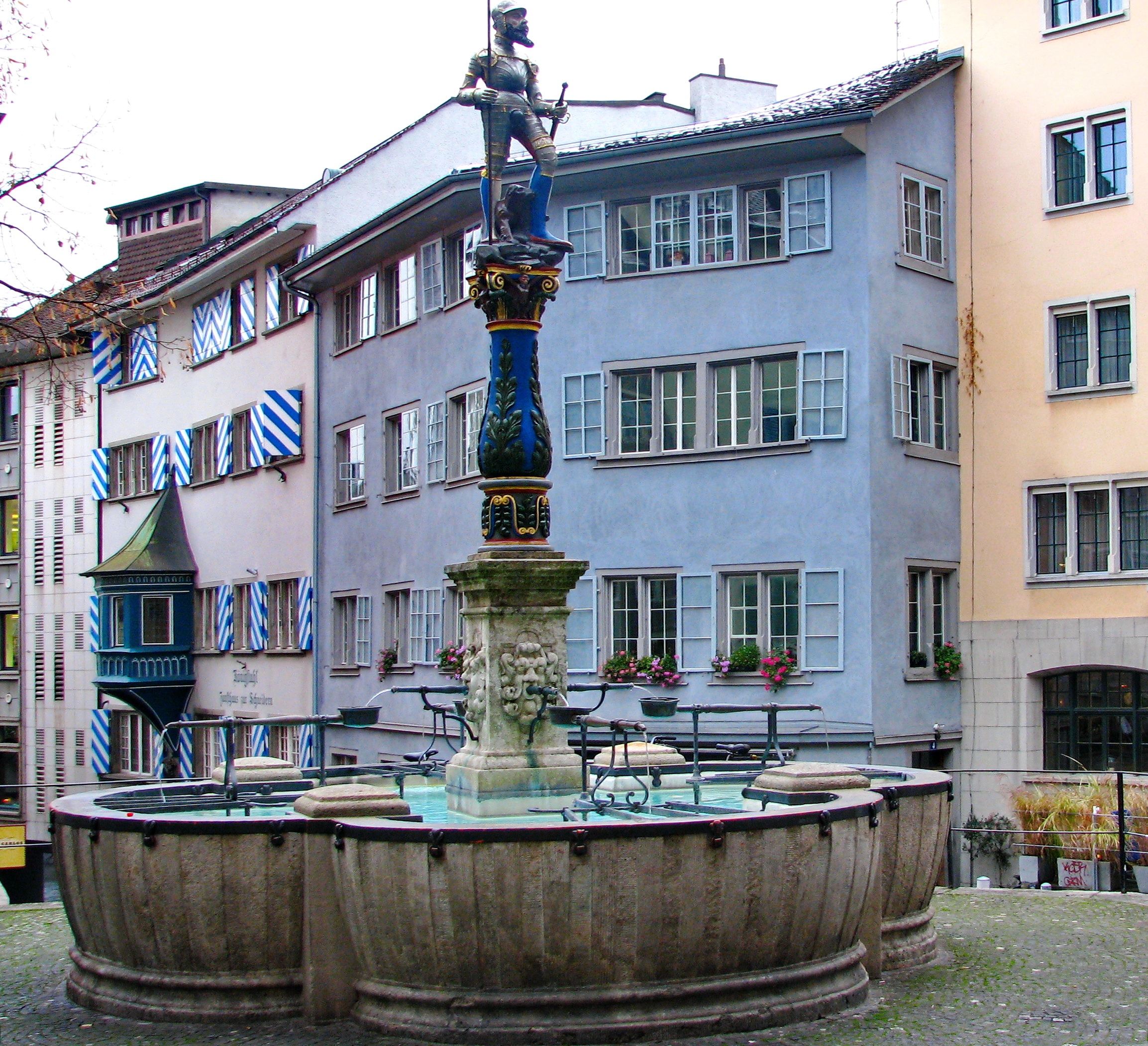
Stüssihofstatt mit dem Gedenkbrunnen, links das Haus «Königstuhl», das heutige Zunfthaus «zur Schneidern»

Rudolf Stüssi war für die traditionelle Geschichtsschreibung der Schweiz der Prototyp des Zürchers: arrogant, machtgierig, stolz und schlau, aber auch tapfer und heldenhaft. 
Das Wappen von Rudolf Stüssi bestand aus einem von Rot und Silber gespaltenen Schild mit einem Gemsgehörn in gewechselten Farben auf einem Dreiberg.
Bürgermeister Stüssi wohnte im Haus Königstuhl an der nach seiner Familie benannten Stüssihofstatt in der rechtsseitigen Altstadt von Zürich. Die Figur auf dem Stüssibrunnen kann aber entgegen der früheren Ansicht nicht Stüssi darstellen, da sie erst 1575 errichtet wurde. Auch weist das von der Figur gehaltene Banner Zürichs einen roten Fahnenstreifen mit dem Schweizerkreuz auf, was kaum in Kombination mit der Figur Stüssis vorkommen würde.

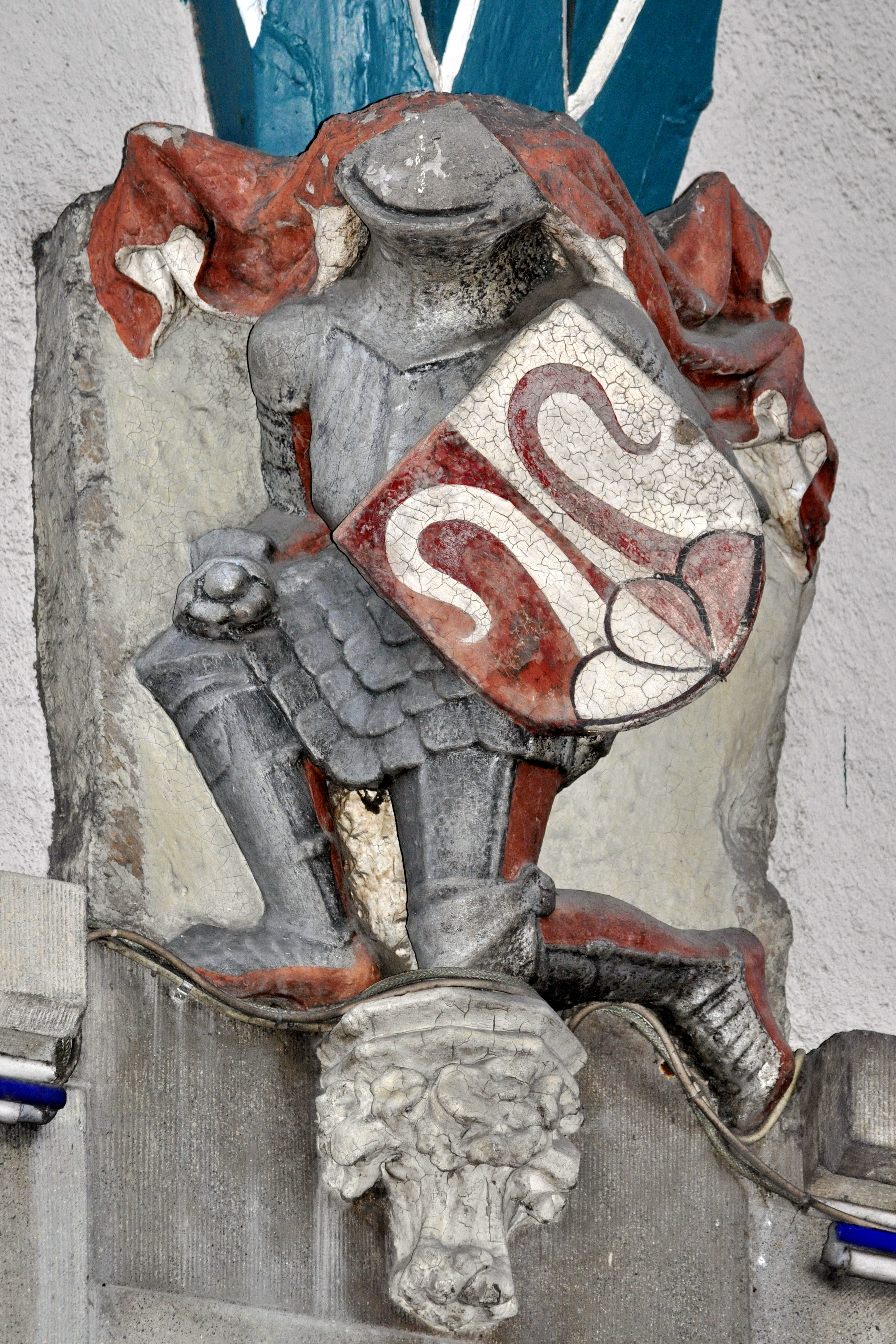
Haus Königstuhl, Ritterfigur mit Stüssis Wappen
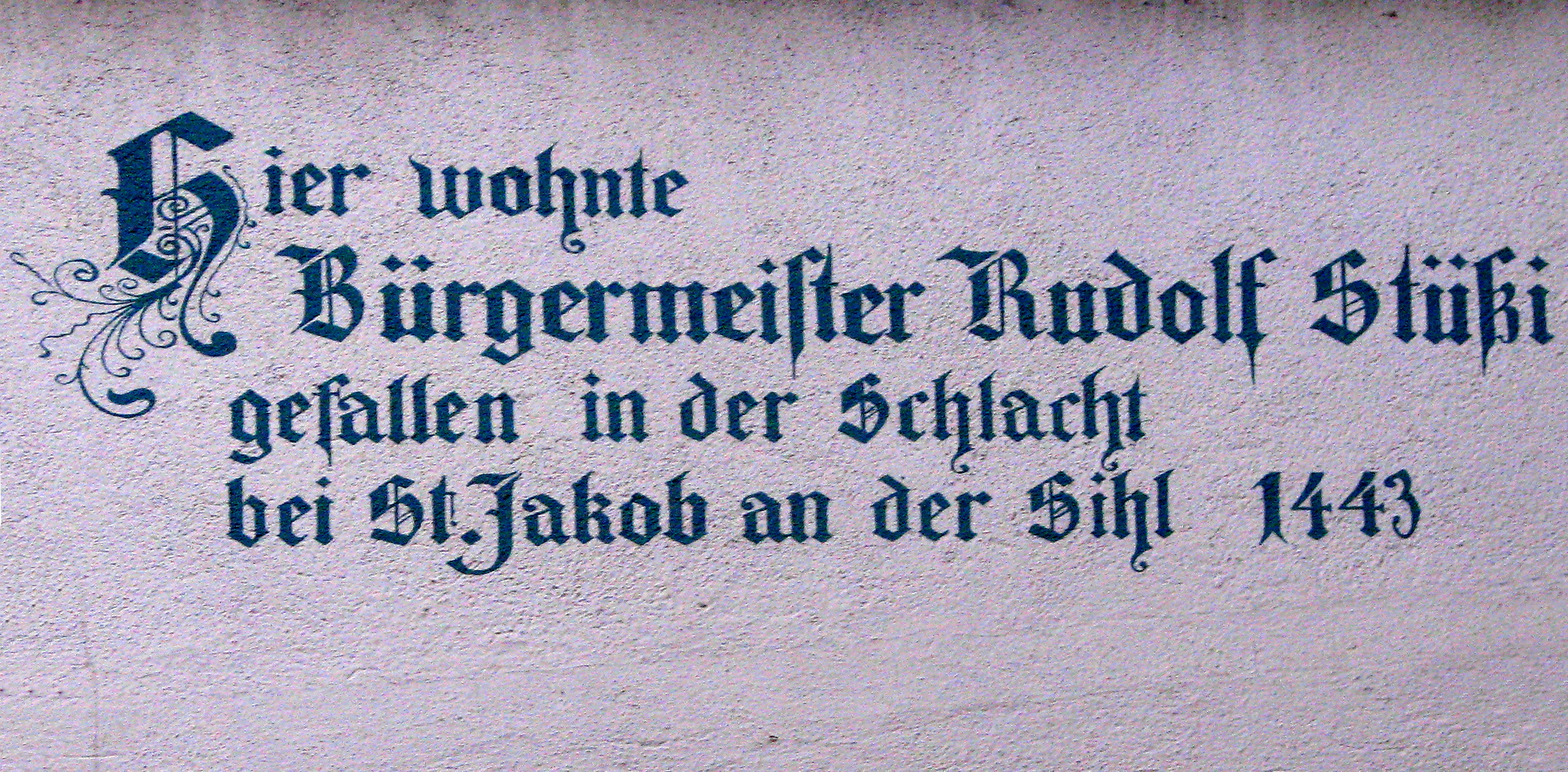
Inschrift am Haus «Königstuhl»